# 羅富全
羅富全（英語：Frankie Lor Fu Chuen，1966年2月14日—），人稱「全哥」、「馬場沈震軒」、「六爺」、「九爺」，是香港賽馬會所屬練馬師和前騎師。

## 簡介
羅富全乃1981至82年度本港第五屆見習騎師訓練班學員（當時是鄭棣池馬房見習生），1982/1983馬季開始出道，1983年1月26日策鄭棣池馬房「揚威耀武」首次出賽。1983年2月2日，憑鄭棣池訓練的「快樂龍王」（馬主是梁德基醫生）取得在港從騎首場頭馬，於1987年升做大師傅，從騎時期成績並不突出，曾策八十年代馬王「及時而出」贏過兩次。1993年9月15日，羅富全憑愛倫馬房的「跨國商人」取得在港策騎生涯的最後一場頭馬，在港策騎生涯只勝出27場頭馬。
1995年，羅富全掛靴轉戰幕後由低做起，歷任策騎員、馬房領班、副練等職位，曾追隨約翰摩亞（1997至1999年、2007至2013年）、黃偉烈（1999至2000年）、吳定強（2000至2001年）、文家良（2001至2007年）及蔡約翰（2013至2017年），並出任他們的馬房副練，2017-2018年度馬季獲發練馬師牌照。
2017年9月3日，羅富全憑莫雷拉策騎的「銘記心中」（上手練馬師為吳定強）取得在港從練首場頭馬，首季從練累積勝出65場頭馬，成績斐然，打破「蔡神仙」首季在港從練即勇奪香港冠軍練馬師榮銜時所創下首季贏得最多頭馬紀錄。
2018年12月9日，羅富全憑「紅衣醒神」勇奪香港短途錦標，及憑「歡樂之光」勇奪香港盃，連贏兩場國際一級賽。
2019年1月9日，羅富全憑「精明才子」贏取一月盃，增添一項國際三級賽勝仗。
2019年1月27日，羅富全憑「添滿意」贏取香港經典一哩賽，攻下四歲馬經典賽事系列首關。
2019年2月17日，羅富全憑「妙算達人」贏取香港經典盃，攻下四歲馬經典賽事系列次關。
2019年3月2日，羅富全憑「繽紛遊戲」勝出在港練馬師生涯的第100場頭馬。
2019年3月17日，羅富全憑「添滿意」贏取香港打吡大賽，攻下四歲馬經典賽事系列尾關，成功勇奪同年三關賽事。這是繼簡炳墀於2001年勝出後，再有華人練馬師勝出打吡大賽。
2019年6月23日，羅富全憑「奔雷」贏取國際三級賽精英盃。
2019年12月29日，羅富全憑「日日精彩」贏取國際三級賽洋紫荊短途錦標。
2020年4月26日，羅富全憑「紅衣醒神」勇奪國際一級賽主席短途獎。
2020年12月20日，羅富全憑「天駟」勝出在港練馬師生涯的第200場頭馬，而次勝仗更是潘明輝、羅富全兩人合作首場頭馬。
2021年2月21日，羅富全憑「健康愉快」贏取香港經典盃，第二度贏得這項賽事。
2022年2月尾（香港第五波新冠肺炎疫情期間），羅富全在他的住所舉行跨家庭聚會，違反賽事規例第155(3)條，對馬會為確保在馬會監管及指令下舉行的賽馬能繼續進行而建立的「賽馬防護泡」構成了風險，被馬會罰款六十萬港元。
2022年4月3日，羅富全憑「識贏」（馬主團體成員包括黃若虹、黃若青兄弟）勝出在港練馬師生涯的第300場頭馬。
2021-2022馬季，羅富全成為繼告東尼、蔡約翰之後，歷來第三位單季勝出90場頭馬的練馬師，與此同時，他亦首次榮膺香港冠軍練馬師，成為繼簡炳墀、葉楚航及姚本輝之後歷來第四位能夠奪得此獎的華人練馬師。
2023年10月4日，羅富全憑「英雄豪邁」（馬主是新加坡首富李西廷）勝出在港練馬師生涯的第400場頭馬。

## 練馬師隸屬見習騎師
- 陳嘉熙（後期轉到方嘉柏馬房學藝，已升格為自由身騎師）

## 家庭狀況
羅富全已婚，妻子何芬為澳門練馬師兼前香港騎師何華麟的胞姊，兩人育有一子兩女，兒子羅峻濼是羅富全私人助理，其女兒羅芯濼是武術天才，曾在2014年土耳其「第五屆世界青少年武術錦標賽」奪得女子對練金牌。
何華麟於2018年5月12日港澳盃賽馬日策騎羅富全馬房旗下的「遨遊神駒」勝出尾場三班草地1400米讓賽。

## 主要訓練馬匹
- 妙算達人（香港經典盃2018/19）
- 添滿意（香港經典一哩賽2018/19、香港打吡大賽2018/19、後來轉投告東尼馬房）
- 紅衣醒神（由蔡約翰馬房轉投至此、浪琴表香港短途錦標2018/19、主席短途獎2019/20）
- 歡樂之光（浪琴表香港盃2018/19、後來轉投蘇偉賢馬房）
- 奔雷（精英盃2018/19）
- 日日精彩（洋紫荊短途錦標2019/20）
- 精明才子（其士盃2018/19、一月盃2018/19）
- 健康愉快（香港經典盃2020/21、華商會挑戰盃2021/22、慶典盃2023/24）
- 精神威（馬會盃2021/22）
- 八仟師（洋紫荊短途錦標2021/22）
- 俏芳華（2021/22跑馬地百萬挑戰盃積分總冠軍（與超好日子並列））
- 發財先鋒（婦女銀袋賽2022/23、一月盃2022/23）
- 越駿歡欣（一月盃2023/24）

## 成就
- 香港冠軍練馬師 -（1）-（2021/2022年度馬季）

## 從騎成績
| 年度      | 冠 | 亞 | 季 | 殿 | 第五 | 出賽次數 | 所贏獎金（港元） | 備註     |
| --------- | -- | -- | -- | -- | ---- | -------- | ---------------- | -------- |
| 1982-1983 | 3  | 1  | 0  | 2  | 4    | 18       | --               | 策騎首季 |
| 1983-1984 | 1  | 0  | 2  | 2  | 5    | 31       | --               | 第2季    |
| 1984-1985 | 1  | 1  | 3  | 3  | 3    | 24       | --               | 第3季    |
| 1985-1986 | 4  | 3  | 4  | 4  | 4    | 29       | --               | 第4季    |
| 1986-1987 | 2  | 4  | 2  | 3  | 2    | 37       | --               | 第5季    |
| 1987-1988 | 0  | 0  | 4  | 3  | 4    | 47       | --               | 第6季    |
| 1988-1989 | 8  | 9  | 3  | 9  | 5    | 94       | --               | 第7季    |
| 1989-1990 | 1  | 4  | 4  | 4  | 6    | 84       | --               | 第8季    |
| 1990-1991 | 2  | 2  | 5  | 11 | 9    | 92       | --               | 第9季    |
| 1991-1992 | 2  | 0  | 3  | 3  | 7    | 76       | --               | 第10季   |
| 1992-1993 | 2  | 6  | 3  | 9  | 2    | 75       | --               | 第11季   |
| 1993-1994 | 1  | 2  | 5  | 4  | 3    | 59       | --               | 第12季   |
| 1994-1995 | 0  | 0  | 2  | 1  | 1    | 56       | --               | 第13季   |
| 總計      | 27 | 32 | 40 | 58 | 55   | 722      |                  |          |

## 從練成績
| 年度      | 冠 | 亞 | 季 | 殿 | 第五 | 出馬總數 | 所贏獎金       | 練馬師榜排名   | 備注     |
| --------- | -- | -- | -- | -- | ---- | -------- | -------------- | -------------- | -------- |
| 2017-2018 | 65 | 47 | 49 | 39 | 35   | 432      | $ 62,296,860   | 2 / 23（亞軍） | 開倉首季 |
| 2018-2019 | 65 | 51 | 45 | 46 | 31   | 465      | $138,001,400   | 3 / 22（季軍） | 第2季    |
| 2019-2020 | 44 | 42 | 55 | 55 | 43   | 500      | $79,179,207.50 | 8 / 22         | 第3季    |
| 2020-2021 | 65 | 55 | 54 | 61 | 57   | 574      | $92,542,000    | 3 / 22（季軍） | 第4季    |
| 2021-2022 | 90 | 77 | 67 | 53 | 46   | 603      | $125,987,850   | 1 / 22（冠軍） | 第5季    |
| 2022-2023 | 65 | 49 | 53 | 54 | 53   | 616      | $123,617,940   | 3 / 22（季軍） | 第6季    |
| 2023-2024 | 46 | 34 | 51 | 48 | 39   | 534      | $93,862,315    | 9 / 21         | 第7季    |
| 2024-2025 | 46 | 56 | 38 | 37 | 43   | 560      | $83,492,800    | 7 / 22         | 第8季    |

## 從練資料
|                | 日期          | 賽事                                      | 場地 | 馬場     | 馬名     | 騎師   | 名次 | 獨贏賠率 |
| -------------- | ------------- | ----------------------------------------- | ---- | -------- | -------- | ------ | ---- | -------- |
| 初出賽．首勝利 | 2017年9月3日  | 第五班 - 1200米                           | 草地 | 沙田馬場 | 銘記心中 | 莫雷拉 | 1    | 2.5      |
| 級際賽初出賽   | 2018年1月1日  | 三級賽 - 1400米（華商會挑戰盃）           | 草地 | 沙田馬場 | 誰可拼   | 史卓豐 | 6    | 47       |
| 級際賽首勝利   | 2018年12月9日 | 一級賽 - 1200米（香港短途錦標）           | 草地 | 沙田馬場 | 紅衣醒神 | 田泰安 | 1    | 3.6      |
| 一級賽初出賽   | 2018年12月9日 | 一級賽 - 2400米（香港瓶）                 | 草地 | 沙田馬場 | 佳騰駒   | 布文   | 12   | 83       |
| 一級賽初勝利   | 2018年12月9日 | 一級賽 - 1200米（香港短途錦標）           | 草地 | 沙田馬場 | 紅衣醒神 | 田泰安 | 1    | 3.6      |
| 四歲系列初出賽 | 2018年1月21日 | 四歲系列經典賽 - 1600米（香港經典一哩賽） | 草地 | 沙田馬場 | 紅衣優駿 | 田泰安 | 3    | 9.8      |
| 四歲系列首勝利 | 2019年1月27日 | 四歲系列經典賽 - 1600米（香港經典一哩賽） | 草地 | 沙田馬場 | 添滿意   | 布文   | 1    | 5.4      |

## 外部連結
- 最強副練 羅富全升正開倉 （页面存档备份，存于）
- 練馬師資料：羅富全 （页面存档备份，存于）